# Thorpe on the Hill (Lincolnshire)
Thorpe on the Hill – wieś w Anglii, w hrabstwie Lincolnshire, w dystrykcie North Kesteven. Leży 10 km na południowy zachód od Lincoln i 189 km na północ od Londynu.